# Cliff Josephy
Cliff D. Josephy (* Januar 1966 auf Long Island, New York) ist ein professioneller US-amerikanischer Pokerspieler. Er führte die Onlinepoker-Weltrangliste für 74 Wochen in Serie an und ist zweifacher Braceletgewinner der World Series of Poker.

## Pokerkarriere

### Werdegang
Online war Josephy unter seinem Pseudonym JohnnyBax bekannt. Er führte von Mitte April 2005 bis Mitte September 2006 für 74 Wochen in Folge das PokerStake-Ranking an, das die erfolgreichsten Onlinepoker-Turnierspieler der Welt listet. Er hat sich durch zahlreiche Top-Resultate zu einem der bekanntesten Onlinespieler reputiert und erspielte sich mit Turnierpoker mehr als 4 Millionen US-Dollar. Zusammen mit Eric Haber (alias Sheets) betrieb er die kostenpflichtige Onlinepokerschule pokerXfactor. Im Februar 2017 erhielt Josephy bei den American Poker Awards in Beverly Hills den PocketFives Legacy Award.
Josephy gewann bei der World Series of Poker (WSOP) im Juli 2005 im Rio All-Suite Hotel and Casino am Las Vegas Strip ein Bracelet in der Variante Seven Card Stud sowie den Hauptpreis von knapp 200.000 US-Dollar. Bei der WSOP 2013 gewann er sein zweites Bracelet und erhielt eine Siegprämie von rund 300.000 US-Dollar. Bei der WSOP 2016 erreichte Josephy im Main Event als Chipleader den Finaltisch, der ab dem 30. Oktober 2016 gespielt wurde. Dort belegte er hinter Qui Nguyen und Gordon Vayo den dritten Platz und erhielt ein Preisgeld von knapp 3,5 Millionen US-Dollar.
Insgesamt hat sich Josephy mit Poker bei Live-Turnieren knapp 8,5 Millionen US-Dollar erspielt.

### Braceletübersicht
Josephy kam bei der WSOP 46-mal ins Geld und gewann zwei Bracelets:
| Jahr | Buy-in (in $) | Turnier                   | Teilnehmer | Preisgeld (in $) |
| ---- | ------------- | ------------------------- | ---------- | ---------------- |
| 2005 | 1500          | Seven-Card Stud           | 472        | 192.100          |
| 2013 | 3000          | No-Limit Hold’em Shootout | 477        | 299.486          |